# 1718 в Україні

## Події
- Пожежею знищено бібліотеку Києво-Печерського монастиря.
- Завершено реконструкцію Хотинської фортеці, яка стала одним із найнеприступніших бастіонів тодішньої Центрально-Східної Європи.
- Острогозький та Ізюмський козацькі полки передано до Воронезької губернії.
- В Охтирці засновано першу в Російській імперії тютюнову мануфактуру.

## Особи

### Померли
- Іван Безпалий (? — 1718) — наказний гетьман (1658—1659). В 1658—1659 роках керівник промосковської партії у боротьбі проти гетьмана Івана Виговського. В часи гетьманування Юрія Хмельницького був генеральним суддею.
- Жураківський Лук'ян Якович (? — 1718) — наказний Ніжинський полковник у 1701—1718 роках.
- Красноперич Іван Іванович (1650—1718) — дипломат в урядах Гетьмана Іоанна Самойловича та Гетьмана Іоанна Мазепи. Полтавський полковий хорунжий, полтавський полковий суддя (1691—1709).

## Засновані, зведені
- Церква Чуда святого архистратига Михаїла в Хонах (Нивра)
- Ваганичі
- Варваринці
- Володимирівка (Городнянський район)
- Гелетина
- Жеведь
- Козельщина (смт)
- Кумарі (Врадіївський район)
- Новопреображенне
- Петро-Давидівка
- Середняки